# Kritios

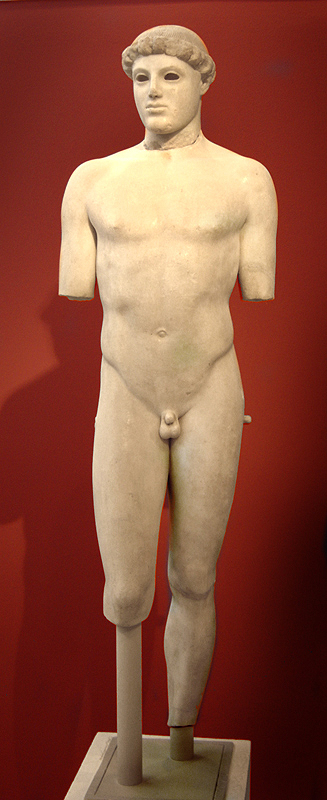
Tzw. Efeb Kritiosa

Kritios (Κριτίος) – starożytny rzeźbiarz ateński działający w pierwszej połowie V wieku p.n.e.
Był uczniem Antenora i nauczycielem Ptolichosa z Korkyry. 
Wspólnie z Nesjotesem wykonał ustawiony w 477/476 roku p.n.e. na Agorze ateńskiej pomnik z brązu przedstawiający Harmodiosa i Aristogejtona (tzw. Grupa Tyranobójców), który zastąpił wcześniejszą rzeźbę Antenora, zagrabioną przez Persów podczas najazdu w 480 p.n.e. Według przypuszczeń był rzeźbiarzem modelującym tę grupę, a Nesjotes jej odlewnikiem. Przedstawienie Tyranobójców uznawane jest za pierwszą w sztuce greckiej oderwaną od tła kompozycję przestrzenną, w której postacie ustawione z profilu oglądane były frontalnie.  
Przypisywane jest mu ponadto autorstwo rzeźby tzw. Efeba z ateńskiego Akropolu, którego repliką jest przedstawienie (również z V w. p.n.e.) znane jako Efeb z Agrygentu. Ateński Efeb stanowi świadectwo zanikania w rzeźbie greckiej cech archaicznych na rzecz racjonalnego traktowania postaci ludzkiej poprzez nadanie jej rytmu oraz wprowadzenie zmian w proporcjach ciała.
Wzmianki o działalności Kritiosa i jego współtwórcy znajdują się u Pliniusza (Naturalis historia XXXIV, 9), Plutarcha (Moralia 802A) i Lucjana z Samosaty (Rhetorum praeceptor 9).